# 충무공 이순신 동상
충무공 이순신 동상(忠武公李舜臣銅像)은 대한민국 서울특별시 종로구 세종로 광화문 광장에 있는 이순신 동상이다.
충무공 이순신 동상은 1968년 4월 27일 건립되었다.

## 같이 보기
- 세종대왕 동상
- 이순신대교
- 이순신종합운동장